# 23 novembre 1991
Le samedi 23 novembre 1991 est le 327e jour de l'année 1991.

## Naissances
- Achille Polonara, joueur de basket-ball italien
- Andik Vermansyah, joueur de football indonésien
- Beka Lomtadze, lutteur géorgien
- Christian Cueva, footballeur péruvien
- Claudio Stecchi, athlète italien
- Facu Regalia, pilote automobile argentin
- Garnet Hathaway, joueur de hockey sur glace américain
- Geraldo, joueur de football angolais
- Moryké Fofana, joueur de football ivoirien
- Ruslan Mingazov, joueur de football turkmène
- Spencer Ware, joueur de football américain
- Stéphane Abaul, footballeur français
- Willian José, joueur de football brésilien
- Zakaria Tijarti, kick-boxeur néerlando-marocain

## Décès
- Dominique Zahan (né le 14 mars 1915), ethologue et universitaire français
- Ken Uehara (né le 7 octobre 1909), acteur japonais
- Klaus Kinski (né le 18 octobre 1926), acteur allemand
- Pierre Matraja (né le 14 février 1923), personnalité politique française

## Événements
- Fin de la bataille des casernes en Croatie
- Fin de la série télévisée La Guerre des tomates
- Freddie Mercury annonce à ses fans qu'il est atteint du sida, un jour avant sa mort.